# Friedrich von Kleist
Friedrich von Kleist (Berlino, 9 aprile 1762 – Berlino, 17 febbraio 1823) è stato un generale prussiano, che divenne feldmaresciallo.

## Biografia
Iniziò la sua vita attiva come paggio alla corte del principe Enrico di Prussia e nel 1778 divenne ufficiale del reggimento di fanteria del generale Bülow, con il quale prese parte alla guerra di successione bavarese. Successivamente fu aiutante del feldmaresciallo Möllendorf e nel 1790 entrò a far parte dello Stato maggiore, nel quale seguì le Guerre napoleoniche. Dopo aver comandato per qualche anno un battaglione di granatieri, tra il 1803 ed il 1807 fu aiutante generale del re. Alla fine del 1808 ricevette, come Maggior generale, il comando di una brigata della Bassa Sassonia a Francoforte sull'Oder e nel 1809 il comando militare della piazza di Berlino.
Nella campagna napoleonica di Russia del 1812 von Kleist comandò la fanteria del Corpo di spedizione prussiano comandato dal generale Ludwig Yorck von Wartenburg ed all'inizio della guerra della Sesta coalizione contro la Francia di Napoleone I, nel 1813, comandò come tenente generale un Corpo russo-prussiano con il quale, nella notte del 17 aprile sostenne con successo un combattimento contro la città di Wittenberg. Quando l'esercito della coalizione varcò l'Elba presso Dresda, Kleist presidiò l'attraversamento della Saale presso Halle sulla Saale. Egli rimase ivi fino al 28 aprile, dopo di che però, il giorno successivo, si ritirò oltre Schkeuditz. Nella battaglia di Bautzen il 20 maggio egli difese con forze limitate l'attraversamento della Sprea presso Burk così a lungo, che il generale russo Miloradovič poté sgomberare Bautzen senza perdite. Come plenipotenziario prussiano egli firmò il 4 giugno l'armistizio di Pleiswitz.

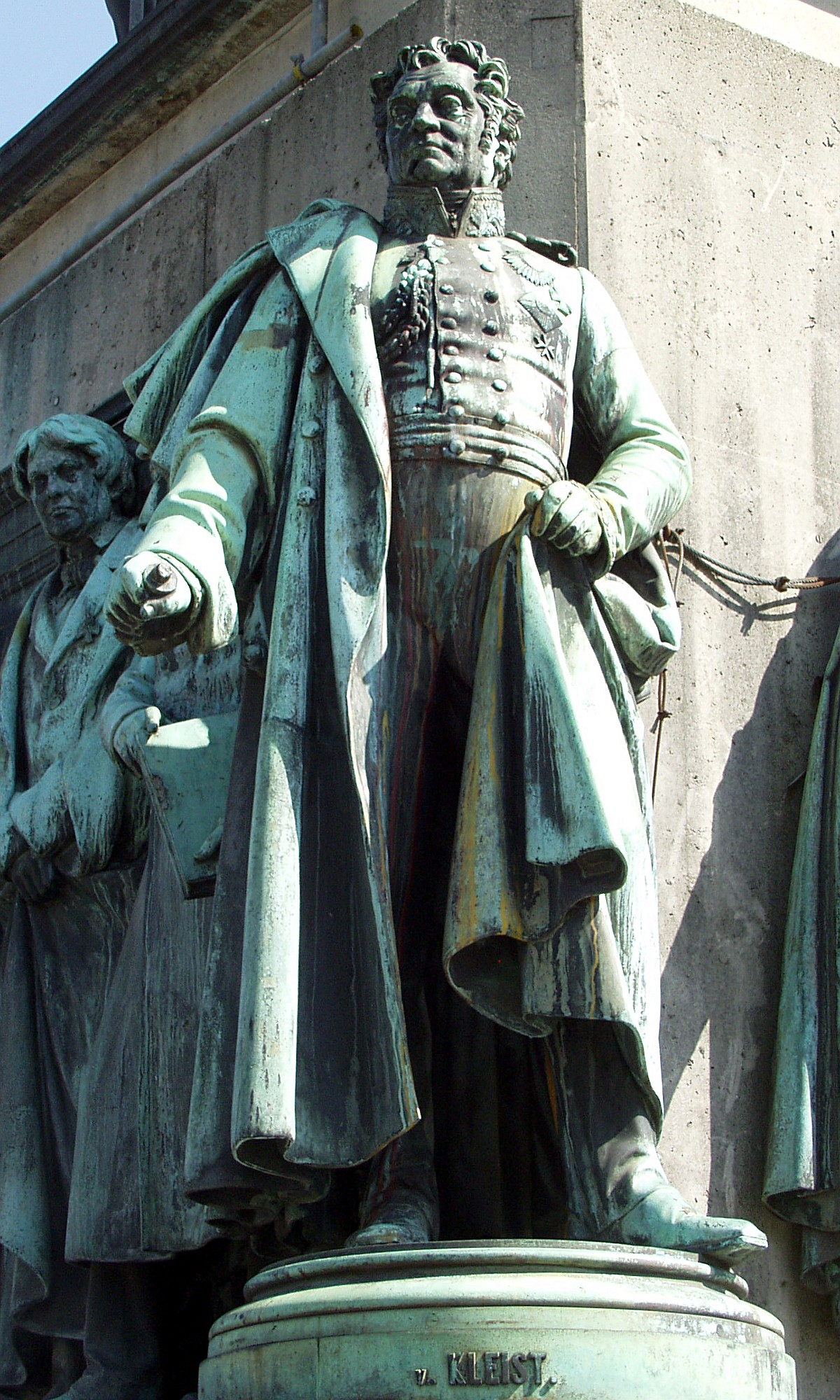
Il conte Kleist von Nollendorf sul basamento del monumento a Federico Guglielmo III a Colonia

Dopo questi sviluppi Kleist comandò il II Corpo d'Armata prussiano, che si unì alla testa dell'esercito in Boemia. Nella battaglia di Dresda egli comandò la seconda colonna di attacco. Dopo la ritirata egli marciò lungo il crinale dei monti verso Nollendorf, alle spalle di Vandamme e decise il 30 agosto, con il suo assalto, la battaglia di Kulm. Per il suo comportamento a Kulm (Chlumec u Chabarovic) ed a Nollendorf (Nakléřov), egli fu gratificato dal re il 3 giugno 1814 del nome aggiuntivo di von Nollendorf.
Nella battaglia di Lipsia, detta anche "battaglia delle nazioni", egli combatté con successo all'ala sinistra dello schieramento alleato presso Markkleeberg, infine bloccò con il suo Corpo d'Armata la città di Erfurt con la sua cittadella di Petersberg e seguì più tardi l'esercito alleato verso la Francia, ove il 14 febbraio combatté presso Étoges sotto il comando di Blücher.
La vittoria di Laon fu conseguita grazie alla sua decisione ed a quella di Ludwig Yorck von Wartenburg di iniziare l'attacco alla sera. Egli partecipò anche alla battaglia di Parigi del 1814. In quello stesso anno il re lo nominò generale della fanteria.
Dopo la pace Kleist ebbe il comando della Provincia di Sassonia a Merseburg. Ricevette inoltre in dono il territorio di Stötterlingenburg presso Halberstadt. Nel 1821, al momento del congedo, gli venne riconosciuto il titolo di feldmaresciallo. Egli quindi si ritirò nelle sue proprietà vicino a Wülperode.
Sposato, ebbe un solo figlio, il conte Hermann von Kleist.